# 山東問題

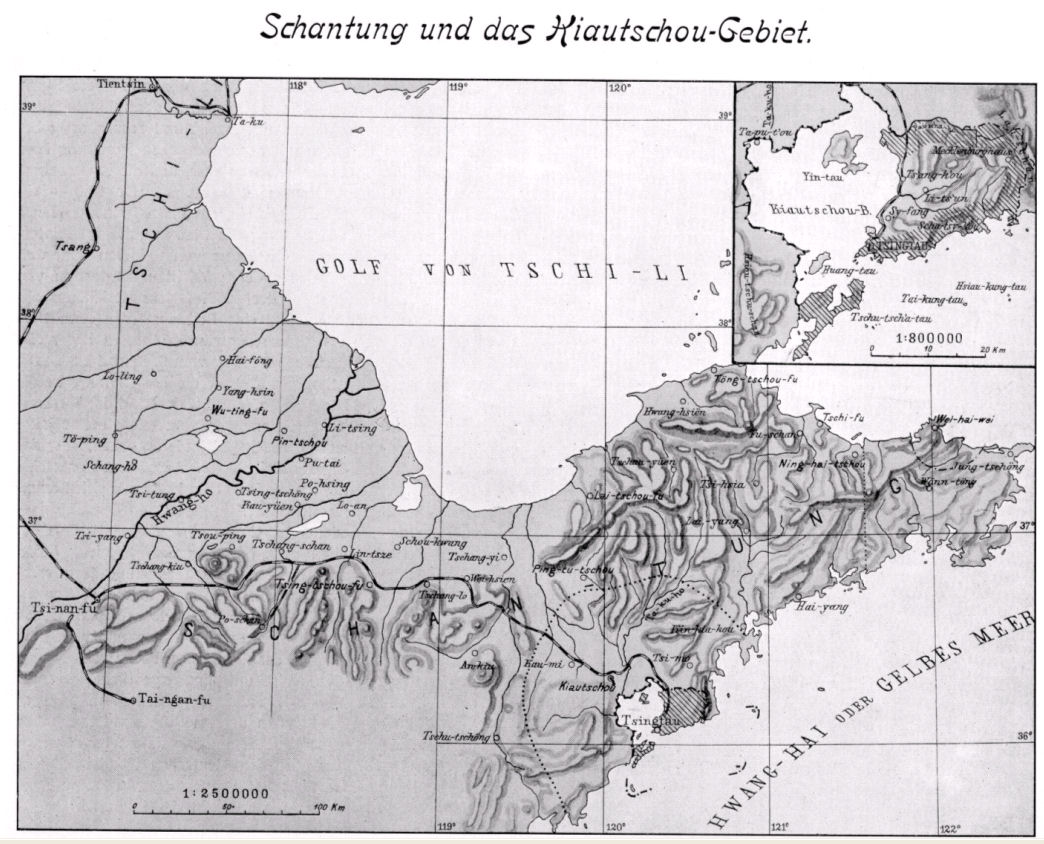
山东青岛胶州湾

山東問題是指第一次世界大战期间，日本对德国宣战後，1914年出兵中国山东，而产生的主权争议。在戰后的巴黎和会上，中华民国主張在1917年對德宣戰後，战败国德国在山东的权益應归还中国，日本政府則主張日本取得德国在山东的权益，因為在1915年，總統袁世凱與日本簽署二十一條密約，五大項其中的第一項為日本繼承德國在山東的權益，所以日本主張收歸山東。由于中華民國北洋政府未能维护中国领土和主权的完整，从而直接引发了1919年的五四運動，对中国近代史产生了巨大的影响。山东问题直到1922年华盛顿会议才在美国的调停下得以解决。

## 背景

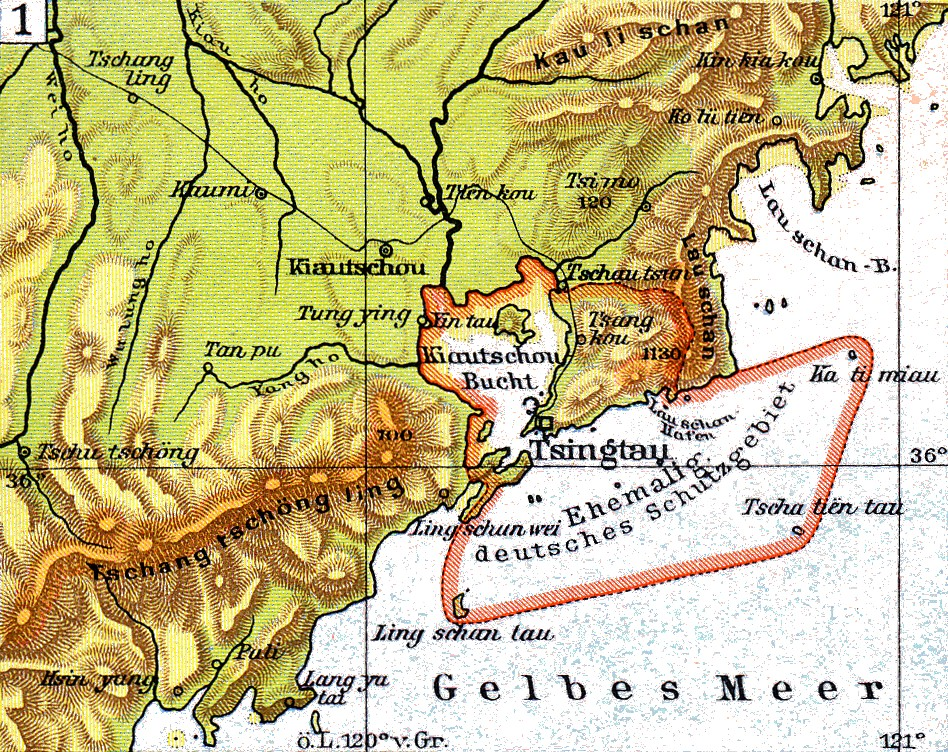
胶州湾租借地

1896年12月14日德意志帝国驻华公使海靖向大清總理各國事務衙門提出要租借胶澳地区五十年，被总理衙门婉拒。1897年11月1日曹州教案中，兩名德國傳教士在山東鉅野被殺，德国趁机派軍艦于同年11月14日佔領胶澳。1898年3月6日清政府代表大學士李鸿章和軍機大臣翁同在北京与德國驻華公使海靖签署《中德胶澳租界条约》。條約内容包括：德国租借胶澳地区99年，租期内胶州湾由德国管辖；清政府允许德国修筑青岛到济南的两条铁路，并允许德国在铁路两旁30华里内开矿；德国可以优先承办山东的任何事业等。此后，清政府和德国又陆续簽訂《膠澳租地合同》、《膠澳潮平合同》和《膠澳邊界合同》等文件，確定了德國租借区域的範圍。1899年德意志皇帝威廉二世下令租借地的新市区改名为青岛，并只许欧洲人居住。胶澳从此成为德国的殖民地，而山东则成为德国的势力范围。

## 产生

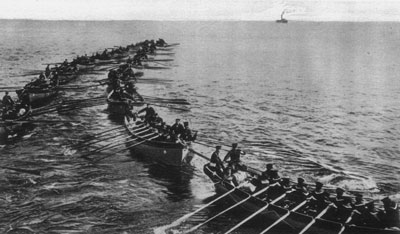
日軍在青島登陸

1914年7月28日第一次世界大戰爆发，日本帝国于8月23日对德国宣战，出兵山东。1914年11月，日本、英國聯軍發動青島戰役，经两月激战，擊敗德軍，占领青岛。1915年1月7日，中华民国北洋政府要求日軍撤退回國或暫照德國租借辦法留駐胶州湾租借地。日本为了让军事占领合法化，并进一步在山东攫取更多的特权，向中华民国大总统袁世凯提出“二十一條”。其中四条内容中的一條就是关于山东问题的，要求中华民国政府承认日本继承德国在山东的一切权利，还增加筑路通商的特权。1915年5月25日，中日签订《关于山东省之条约》、《关于山东省事项之换文》、《关于山东开埠事项之换文》等文件，承認日本在山东的特權，山东正式成为日本的势力范围。
1917年初，日本同英、法、俄、意四国达成秘密谅解的协议：四国承认日本继承德国在山东的权益，日本负责使中国对德宣战。1917年8月14日，中华民国国务总理段祺瑞向德国宣战，成为第一次世界大战的参战国。1918年初，日本向北洋政府提供了大量贷款，并协助组建和装备一支中国参战军，其贷款还被用于中华民国第二届国会（安福国会）庞大的贿选开支，由时任中华民国财政总长的曹汝霖经办。1918年9月24日，驻日公使章宗祥和日本外務大臣后藤新平交换了《中日参战借款合同》，作为借款的交换条件之一，又签署了《山东问题换文》（又称「中日密约」），其主要内容为：“胶济铁路沿线之日本国军队，除济南留一部队外，全部均调集于青岛。日军撤走胶济铁路沿线的警备，由日本人指挥的巡警队代替。胶济铁路将由中日两国合办经营。”中国换文中的一句“中国政府对于日本政府右列之提议，欣然予以同意”成为后来日本在巴黎和会上强占山东的借口。

## 爆发

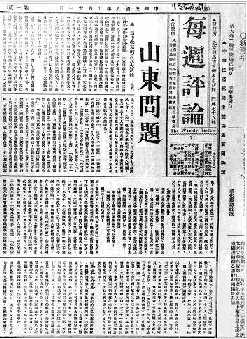
《每週評論》關於山東問題

1918年11月11日一战结束。作为戰勝國之一的中华民国在1919年1月18日派代表團參加巴黎和會，并提出德国应返还侵占的青岛以及山东权益，但这一要求遭到日本拒绝。日本政府要求以戰勝國的身份接管戰敗國德國在中國山東的一切權益。中國代表團靈魂人物顧維鈞為此準備了《山東問題說帖》，力陳中國不能放棄孔夫子的誕生地山東，猶如基督徒不能放棄聖地耶路撒冷；這份說帖震撼歐美代表，扭轉了輿論形势並搏取到了列強的同情。但後来由於義大利退出和會，英國、法國與美國害怕日本的退出威脅成为事实而導致巴黎和會流產，於是依日本要求，在1919年4月30日將德國在山東的全部權益转讓給了日本，并将有关条款列为对德《凡尔赛和约》的第156、157、158三条。
中国外交失败的消息传到北京后，引发了中國人極度不滿，认为北洋政府未能捍衛國家利益，从而在1919年5月4日上街游行抗议。当时五四运动最著名的口號之一是「外爭國權，內除國賊」。1919年6月28日，北洋政府代表在中国留学生和华侨的强烈要求下，拒签和约。此時中國代表團團長陸徵祥離開巴黎，因此顧維鈞實際上暫攝團長職權；在顧維鈞的主持下，中國代表團拒絕在《凡爾賽和約》上簽字，山東問題成了懸案。

## 解决
山東問題一直拖到1921年底至1922年初舉行的華盛頓會議，中日才在美國調停下于1922年2月4日簽訂《解決山東懸案條約》。1922年12月10日，中国政府正式收回青岛，同时日本从山东撤出所有军队。1923年1月1日，中国以4000万日元赎回胶济铁路及支线并一切附属财产。3月12日，中国以600万元赎回胶州湾沿岸日本人所占盐田及盐业公司。此外，青岛海关、青岛－济南无线电台、青岛沿线电报、电话的全部权益、青岛－佐世保海底电线的一半权益以及煤、铁矿山的部分开采权等，相继在规定期限内由中华民国北洋政府收回。
但日本在山东仍保留许多经济和政治特权，为1928年国民革命军北伐期间发生的五三惨案埋下了隐患。

## 影响
山东问题实质上是晚清与中华民国北洋政府时期关于国家领土和主权完整的问题。山东问题从产生到解决，历经巴黎和会与华盛顿会议两次大型的国际会议，以及不计其数的外交谈判，可谓中国近代史上一场“马拉松”外交，也成为研究清末民初外交活动的典型案例。此外，1914年日本入侵山東後，東南亞華僑開始抵制日貨，其後波及全中國。在日本的中國留學生也提出抗議，并全體回國，發起籌款運動，準備對日作戰，中日关系一度紧张。